# Арни
Арни (итал. Arni) је насеље у Италији у округу Лука, региону Тоскана.
Према процени из 2011. у насељу је живело 157 становника. Насеље се налази на надморској висини од 926 м.